# 베자니야
베자니야(세르비아 키릴 문자: Бежанија)는 세르비아 베오그라드에 위치한 지역이다.